# Вінтенці
Ві́нтенці —  село в Україні, в Опішнянській селищній громаді Полтавського району Полтавської області. Населення становить 23 осіб.

## Географія
Село Вінтенці знаходиться між селами Бухалівка та Кирякове (0,5 км). По селу протікає пересихаючий струмок з загатою.